# Liste der Stifter des Zisterzienserklosters Otterberg
Die Liste der Stifter des Zisterzienserklosters Otterberg nennt urkundlich fassbare Gründungs- und Zustifter der Abtei Otterberg.

## Liste

### Gründer
Stifter des Klosters war
- Siegfried IV. von Boyneburg.
- Erzbischof Heinrich I. von Mainz gab die Kirche in der Otterburg zur Verwendung als erste Klosterkirche hinzu.[2]

### Zustifter

#### Hochadel
- Verschiedene Kurfürsten und Pfalzgrafen aus dem Haus Wittelsbach
- Grafen von Falkenstein
- Grafen von Homburg
- Grafen von Leiningen
- Raugrafen
- Grafen von Saarbrücken
- Adelheid von Sayn (1247–1263)[Anm. 1]
- Grafen von Sponheim
- Wildgrafen
- Gräfin Lukardis von Wied

#### Niederer Adel
- Herren von Bayerfeld
- Herren von Bechtheim (unsicher)
- Herren von Bolanden
- Herren von Deidesheim
- Herren von Dhaun
- Herren von Diebach[Anm. 2]
- Herren von Dürkheim
- Schenk von Elmstein
- Herren von Falkenstein
- Herren von Flersheim
- Herren von Flomborn
- Herren von Gersweiler
- Herren von Hochheim
- Herren von Hoheneck
- Herren von Hohenfels
- Herren von Lautern
- Herren von Löwenstein
- Herren von Meddersheim
- Herren von Messersbach
- Herren von Metz
- Herren von Odenbach
- Herren von Rodenbach
- Herren von Schornsheim
- Herren von Stetten
- Herren von Stockweiler
- Herren von Wachenheim
- Kolb von Wartenberg

#### Geistliche
- Ulrich von Bickenbach, Domherr und Propst in Mainz
- Heinrich von Dhaun, Propst des Domkapitels Worms
- Abt Heinrich (1148–1149) von Lorsch
- Ulrich von Wartenberg, Dompropst
- Margarethe von Worms (Begine)

#### Bürger
Auch städtisches Bürgertum trat als Zustifter auf und zwar aus den Städten:
- Bacharach
- Bockenheim
- Kaiserslautern
- Mainz
- Morbach
- Worms